# قبرستان فلونترن
قبرستان فلونترن (انگلیسی: Fluntern Cemetery) قبرستانی در زوریخ در کشور سوئیس است.

## اشخاص مشهور
فهرست برخی افراد مشهوری که در این قبرستان به خاک سپرده شده‌اند:
- امیل آبدرهالدن
- جیمز جویس
- ترزه گیزه
- الیاس کانتی
- پل کارر
- کارل موزر
- لئوپولد روتسیکا
- پائول شرر